# Llíria
Llíria (valencianisch und offiziell; kastilisch Liria) ist eine Stadt in der Valencianischen Gemeinschaft in Spanien. Llíria ist auch die Hauptstadt der Comarca Camp del Túria.

## Wirtschaft
Llírias Wirtschaft hat sich in den letzten Jahrzehnten von einer traditionellen Wirtschaftsstruktur (Regenfeldbau, lokale Handwerkskunst) zu einer modernen (bewässerte Landwirtschaft, Industrialisierung, tertiärer Sektor) transformiert. Die industrielle Aktivität (27,1 % der Erwerbspersonen) wurde besonders in den letzten Jahrzehnten entwickelt und verfügt über eine etablierte endogene Komponente, da sie sich aus dem traditionellen Handwerk entwickelt hat. Der wichtigste Wirtschaftszweig ist die Industrieproduktion, gefolgt von Baumaterialien, Möbeln und Tourismus.

## Kultur und Sehenswürdigkeiten

### Theater und Museen
- Theater der Banda Primitiva
- Theater der Union Musical
- Archäologische Museum von Liria
- Museum Silvestre de Edeta

### Bauwerke

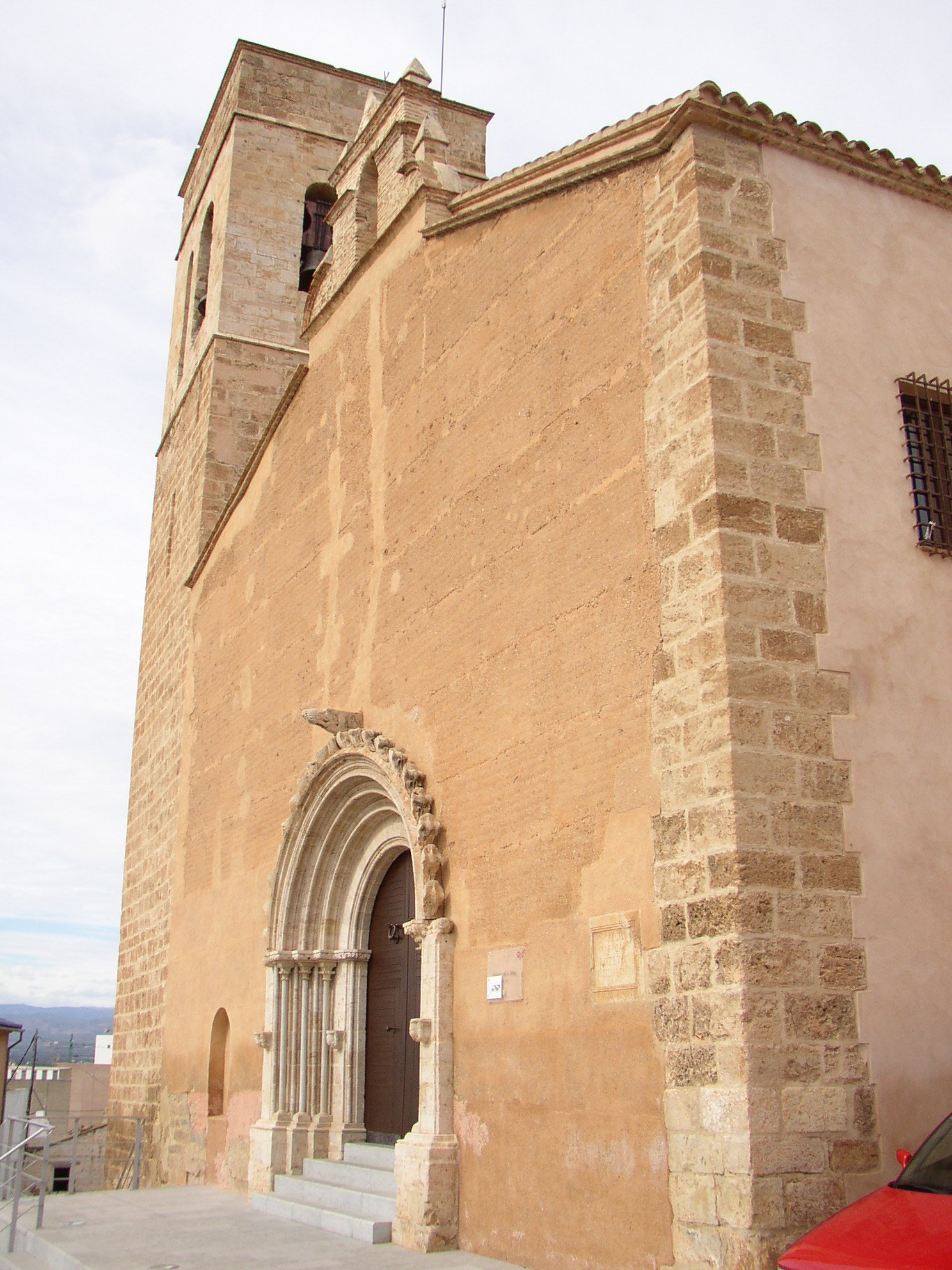
Kirche des Blutes

- Römische Mausoleen – „Mausoleos romanos“
- Mura-Heiligtum und römische Bäder – „Santuario y termas romanas de Mura“
- Kirche des Blutes – „Iglesia de la Sangre“: Die Kirche wurde im 13. Jahrhundert auf einer alten Moschee errichtet; sie kombiniert romanische mit gotischen Elementen. Die Kirche wurde 1919 zum nationalen historischen Monument erklärt und ist heute als Bien de Interés Cultural eingestuft.
- Königliches Kloster Sankt Michael – „Real Monasterio de San Miguel“: Das Kloster wurde von König Jaime II. im Jahr 1326 gegründet, und wurde 1406 von König Martin I. reformiert. Das jetzige Gebäude im neoklassischen Stil stammt aus dem Jahr 1774.[4]
- Kirche Unserer Lieben Frau von der Himmelfahrt – „Iglesia de Nuestra Señora de la Asuncion“: Barock-Kirche aus dem 17. Jahrhundert
- Einsiedelei Sankt Vincent – „Ermita de San Vicente“: Das heutige Gebäude wurde im Gedenken an ein dem Heiligen Vincent zugeschriebenes Wunder errichtet. Nach der Tradition hat er während einer schweren Dürre im Jahr 1410 Wasser aus einem Brunnen hervorbringen lassen.[5]
- Einsiedelei Santa Barbara – „Ermita de Santa Barbara“ (Ruine): wurde im Jahre 1620 für die Franziskaner-Mönche erbaut; während des Bürgerkrieges zerstört.
- Kirche des guten Hirten – „Iglesia del Buen Pastor“
- Kirche des Hl. Franziskus von Assisi – „Iglesia de San Francisco de Asis“
- Kirche und Kloster von Remedio – „Iglesia y Convento del Remedio“
- Palast der Herzöge von Liria – „Palacio de los Duques de Liria“ (Renaissancepalast aus dem 16. Jahrhundert; historisches Rathaus)

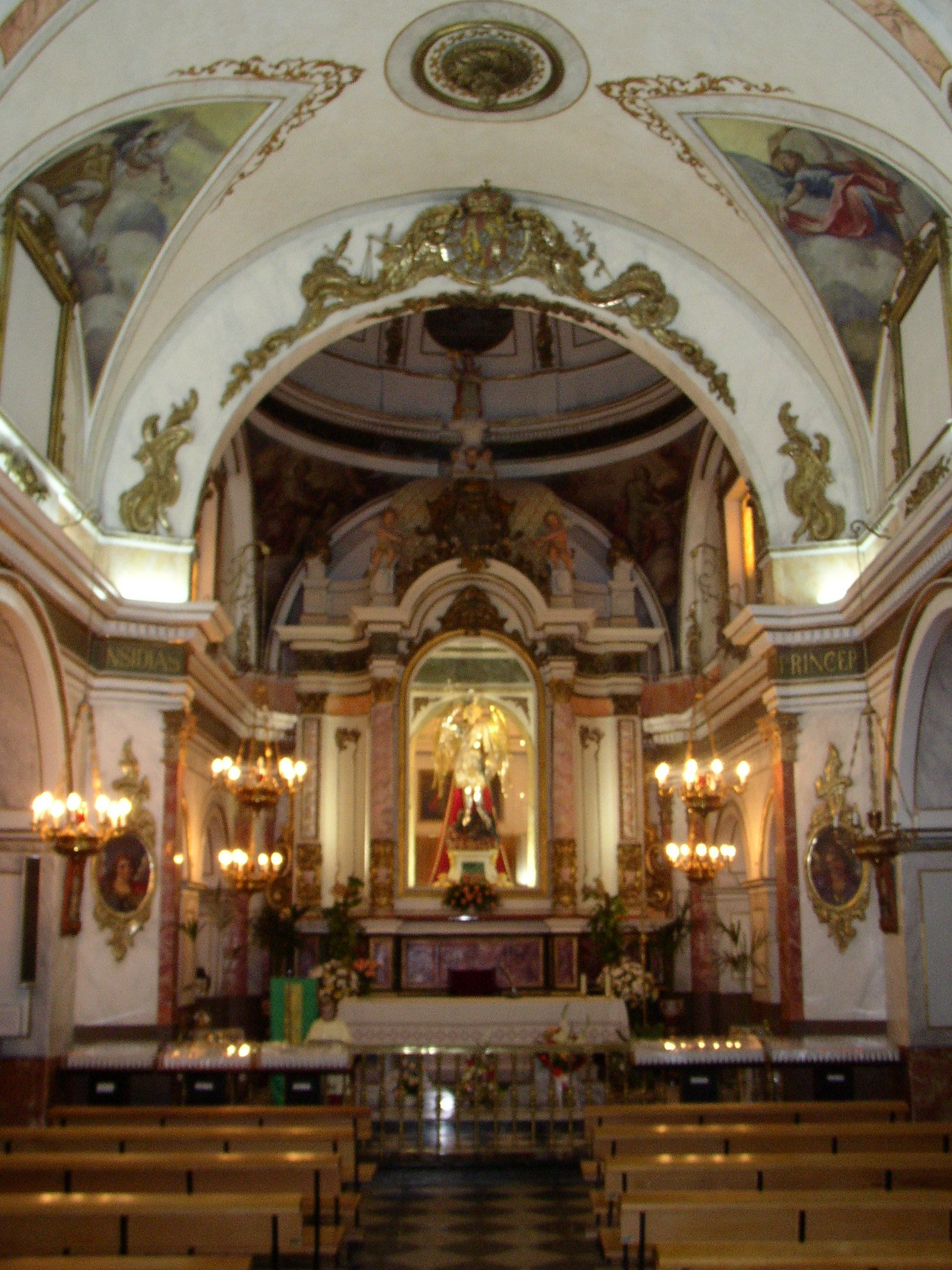
Königliches Kloster Sankt Michael
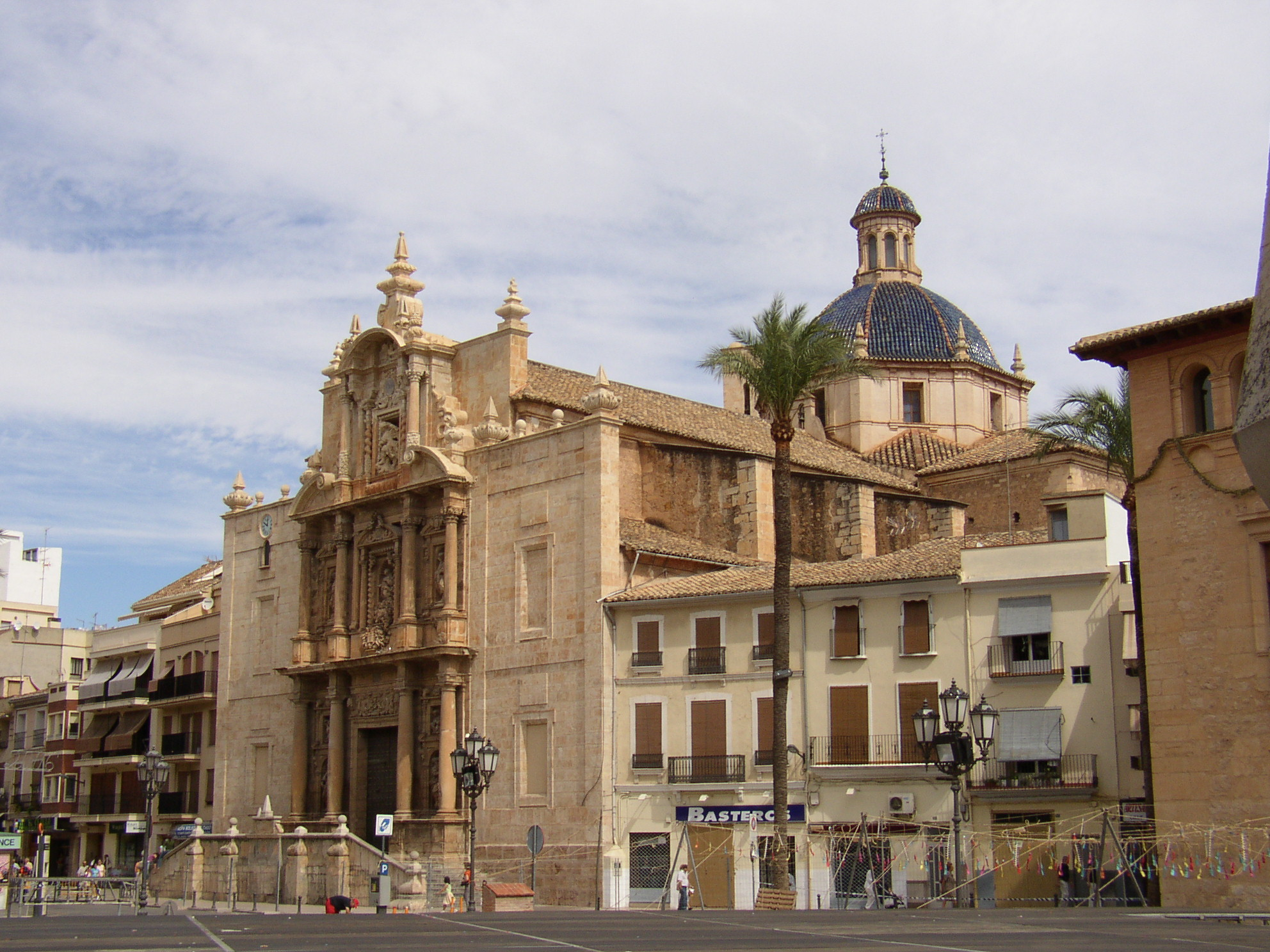
Kirche Unserer Lieben Frau von der Himmelfahrt an der Plaza Mayor
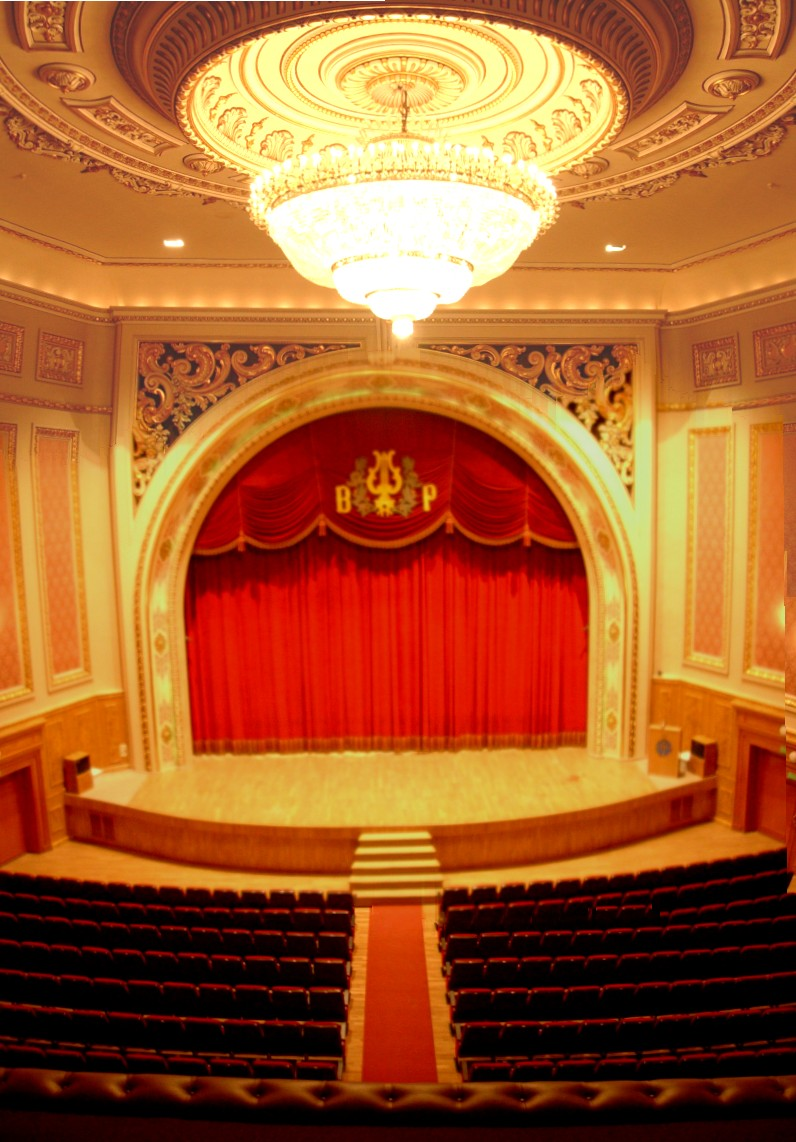
Theater der Banda Primitiva

### Regelmäßige Veranstaltungen
- Semana Santa in Liria
- Fest zu San Vicente
- Fest zu San Miguel
- Fest zu Purisima Concepcion
- Fest zu Virgen del Remedio

## Söhne und Töchter der Stadt
- Severino Albarracín Broseta (1851–1878), Anarchist
- Armand Guerra (1886–1939), Schauspieler, Regisseur, Drehbuchautor und Anarchist
- Juan Vicente Mas Quiles (1921–2021), Komponist und Dirigent
- Juan Garcés (* 1944), Jurist
- Vicente Miguel Garcés Ramón (* 1946), Politiker